# Параллельное кино
Паралле́льное кино — андерграундное направление в советском кинематографе, возникшее во второй половине 1980-х годов в противовес официальному искусству. Движение объединило независимых кинематографистов из Москвы и Ленинграда, позиционировавших себя как единомышленники.

## История появления
Нонконформитстское движение параллельного кино возникло в СССР во второй половине 1980-х годов в период перестройки. Оно отличалось свободой и независимостью от официальной системы кинопроизводства. Его представителями считаются Игорь Алейников, Глеб Алейников, Евгений Кондратьев, Пётр Поспелов, Борис Юхананов и Евгений Юфит. Это движение не было однородным. В нём существовали различные стили и направления. Если, например, фильмы братьев Алейниковых из Москвы испытали на себе сильное влияние соц-арта, то работы некрореалиста Евгения Юфита из Ленинграда отталкивались от традиций классического авангарда. Борис Юхананов в свою очередь экспериментировал в области видео-арта.
В январе 1986 года вышел первый номер независимого журнала CINE FANTOM, задуманный Игорем Алейниковым как книжное искусство: «панк-журнал на 12 страницах, хотя и больших» (как он описал его в дневнике) с коллажами и текстами. Начиная с шестого номера CINE FANTOM стал серьёзным кинотеоретическим журналом по образцу французского журнала Cahiers du cinéma. В нём было несколько разделов: советский кинематограф, хроника и теория «параллельного кино» и наблюдения за мировыми тенденциями в кинематографе (с текстами, посвящёнными творчеству таких режиссёров, как Фасбиндер, Годар, Штрауб и Юйе). Тираж не превышал тридцати экземпляров. Последний 11 номер журнала вышел в 1990 году.
В ноябре 1987 года братья Алейниковы организовали в Москве первый фестиваль параллельного кино Cine Fantom Fest 87. В рамках фестиваля в ДК им. Курчатова и Киноцентре демонстрировались фильмы братьев Алейниковых, Евгения Кондратьева, Евгения Юфита, Бориса Юхананова. Следующий фестиваль прошёл через два года в Ленинграде, его организатором стал Сергей Добротворский. В конце 1990-х годов Глеб Алейников организовал ещё два фестиваля, которые, однако, представляли собой сугубо маргинальные события.
В мае 1988 года режиссёр Александр Сокуров организовал на производственной базе «Ленфильма» и ЛСДФ специальную киношколу, в которой «параллельщики» Игорь Безруков, Андрей Виноградов, Сергей Винокуров, Вадим Драбкин, Денис Кузьмин, Константин Митенёв и Евгений Юфит получили возможность освоить профессиональную технику. Предполагался выпуск двухчасового киноальманаха «Сны», в котором каждый из участников проекта должен был представить самостоятельную работу. Однако ещё до съёмок школа прекратила свое существование, так как большинство молодых неформалов не смогли смириться с тем, что официальное кинопроизводство является трудоёмким процессом. Тем не менее для многих «параллельщиков» школа сыграла важную роль на пути в профессиональный кинематограф.
Первой работой «параллельщиков» в «официальном кино» стал фильм «Здесь кто-то был», снятый братьями Алейниковыми в Экспериментальном молодёжном творческом объединении киностудии «Мосфильм» в 1989 году. В 1990 году Евгений Юфит снял на «Ленфильме» «Рыцари поднебесья», а Максим Пежемский — «Переход товарища Чкалова через Северный полюс» . В 1991 году вышел фильм «Папа, умер Дед Мороз» Евгения Юфита, а в 1992 году — фильм «Трактористы 2» братьев Алейниковых.
В 1994 году Игорь Алейников и его жена Вера погибли в авиакатастрофе. Глеб Алейников ушёл из режиссуры и организовал киноклуб СИНЕ ФАНТОМ. Время от времени он выступал в качестве продюсера фильмов коллег, а основной его стезёй стала работа на телевидении.